# Aurelio Sud
Aurelio Sud è la zona urbanistica 18A del Municipio Roma XIII di Roma Capitale. Si estende sul quartiere Q. XIII Aurelio.

## Geografia fisica

### Territorio
La zona urbanistica confina:
- a nord con le zone urbanistiche 18D Aurelio Nord e 17C Eroi e con la Città del Vaticano
- a est con le zone urbanistiche 17A Prati e 1B Trastevere
- a sud con le zone urbanistiche 16D Gianicolense, 16X Villa Pamphili e 16B Buon Pastore
- a ovest con la zona urbanistica 18B Val Cannuta

## Collegamenti
|  | È raggiungibile dalla stazione di Roma San Pietro. |